# Světluše Košíčková
Světluše Košíčková (roz. Skálová, * 26. června 1951, Brno) je česká disidentka a farářka Československé církve husitské.

## Životopis
Vystudovala teologii na Husově bohoslovecké fakultě v Praze (1973). Po skončení postgraduálního studia v Berlíně v roce 1975 vysvěcena na kněze CČSH a ustanovena farářkou ve Žďáře nad Sázavou. V roce 1979 byla přeložena do Prostějova, kde se v roce 1980 vdala za Miloše Košíčka a společně působili v disentu. Podílela se na vydávání samizdatové náboženské literatury a pořádání ekumenických setkání ve spolupráci s komunitou v Taizé. V roce 1990 vstoupila do Křesťanskodemokratické strany, za kterou pak byla zvolena do zastupitelstva města Prostějova.
V letech 1994–1996 vyučovala systematickou teologii na Husitské teologické fakultě UK. Od roku 2008 působí jako farářka ve farnosti Brno-Tuřany. V rámci Brněnské diecéze CČSH byla pověřena koordinováním práce s dětmi a mládeží (do roku 2003), od roku 1999 vedením Kurzů základů teologie pro laiky.

## Dílo (výběr)
- Církev československá jako dědička duchovních tradic katolického modernismu. Český zápas, 79, 1999, č. 6, s. 5.
- Hus ve středu zájmu. Český zápas, 80, 2000, č. 20, s. 7.
- První naukové rozhodnutí církve. Kapitolky z dějin věrouky. Český zápas, 78, 1998, č. 2, s. 3.